# Michael Berryman
Michael Berryman, född 4 september 1948 i Los Angeles, Kalifornien, är en amerikansk skådespelare.
Berryman har gjort filmer inom andra genrer också men är mest känd som skräckfilmsskådis och särskilt då som Pluto i The Hills Have Eyes (1977). Han hade även en roll i dramat Gökboet (1975) baserad på Ken Keseys roman.
Det är inte så svårt att känna igen Berryman på grund av hans speciella utseende. Han saknar nämligen hår, tänder, naglar och svettkörtlar på grund av ektodermal dysplasi, en ovanlig medicinsk åkomma.

## Filmografi (urval)
- 1975 – Gökboet
- 1977 – The Hills Have Eyes
- 1981 – Hämnd från andra sidan
- 1985 – Drömtjejen
- 1985 – Cut and Run
- 1985 – The Hills Have Eyes Part II
- 1987 – Slavens hämnd
- 1989 – Star Trek V - Den yttersta gränsen
- 2005 – The Devil's Rejects
- 2012 – The Lords of Salem